# Ziguinchor (région)

La région de Ziguinchor est l'une des 14 régions administratives du Sénégal. Frontalière avec la Gambie au nord et la Guinée-Bissau au sud, elle forme la partie occidentale de la Casamance, connue sous le nom de Basse Casamance. Les communications avec Dakar passent presque exclusivement par mer ou à travers le territoire de la Gambie. 

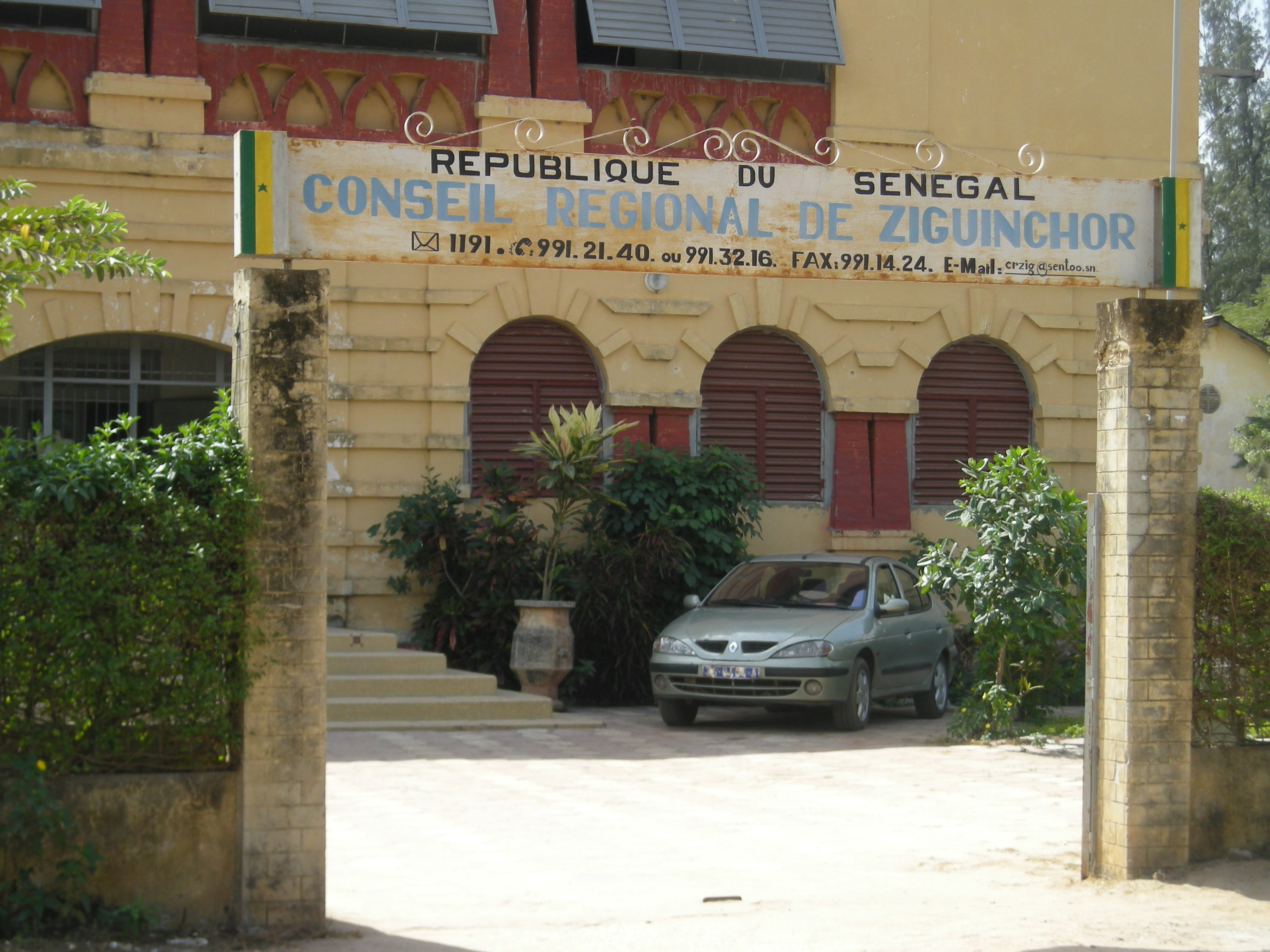
Le Conseil régional de Ziguinchor.

## Organisation territoriale
Le ressort territorial actuel, ainsi que le chef-lieu des régions, départements et arrondissements sont ceux fixés par un décret du 10 septembre 2008 qui abroge toutes les dispositions antérieures contraires.

### Départements

Carte des départements.

La région est découpée en trois départements :
- Bignona ;
- Oussouye ;
- Ziguinchor.

### Arrondissements
La région comprend 8 arrondissements :
- Kataba 1 ;
- Sindian ;
- Tendouck ;
- Tenghory ;
- Kabrousse (O-SO-S) ;
- Loudia Ouoloff (NE) ;
- Niaguis ;
- Niassia.

### Communes
Les localités ayant le statut de commune sont :
- Bignona ;
- Thionck-Essyl ;
- Diouloulou, créée en 2008 ;
- Oussouye ;
- Ziguinchor.